# 곡성 서산사 목조관음보살좌상
곡성 서산사 목조관음보살좌상(谷城 西山寺 木造觀音菩薩坐像)은 대한민국 전라남도 곡성군, 서산사에 있는 조선시대의 불상이다. 2013년 12월 19일 전라남도의 유형문화재 제315호로 지정되었다.

## 개요
곡성 서산사 목조보살좌상은 1706년 제작된 작품으로 연대와 작자가 확실하고 조각 기술이 우수해 조선 후기(18세기) 불교 조각 양식 이해에 중요하다.

## 참고 자료
- 곡성 서산사 목조 관음보살좌상 - 국가유산청 국가유산포털